# Авон Лејк (Охајо)
Авон Лејк (енгл. Avon Lake) град је у америчкој савезној држави Охајо.

## Демографија
По попису из 2010. године број становника је 22.581, што је 4.436 (24,4%) становника више него 2000. године.
| Група             | 2000.          | 2010.          |
| Белци             | 17.484 (96,4%) | 21.234 (94,0%) |
| Афроамериканци    | 82 (0,5%)      | 248 (1,1%)     |
| Азијати           | 175 (1,0%)     | 283 (1,3%)     |
| Хиспаноамериканци | 226 (1,2%)     | 544 (2,4%)     |
| Укупно            | 18.145         | 22.581         |